# フレデリック・ケメルマイヤー
フレデリック・ケンメルマイヤー（Frederick Kemmelmeyer、1755年頃 - 1821年頃）は、ドイツ生まれの画家である。アメリカ独立戦争時に傭兵としてアメリカに渡り、帰化して画家として働いた。独学で画家になり「フォークアート」の画家に位置付けられている。ボルティモアなどで巡回肖像画家として働いた。

## 略歴
フレデリック・ケンメルマイヤーの出自はよく知られていない。1788年の日付のメリーランド州アナポリスの帰化書類に記録が残るフリードリヒ・キンメルマイヤーという人物が、この画家ではないかと推定されているが明確な証拠はない。この人物はいつ、アメリカに来たかは記載されていないが、アメリカ独立戦争の時、イギリス軍が傭兵としてヘッセン＝カッセル方伯領から雇った傭兵部隊の衛生兵として従軍し、アメリカ軍側に脱走したと推測されている。後にサウスカロライナ州で短期間結婚したとされる。
市民権を得た後まもなく、新聞『メリーランド・ガゼット』と『ボルチモア・アドバタイザー』に絵画講師や、ミニチュアールや看板画家としての仕事を求める広告を掲載している。初期の作品の多くは、ヨーロッパの版画の模写であった。
1803年までボルチモアに留まり、巡回肖像画家として働いた。その後の14年間は新聞に掲載した広告で働いた場所を追うことができ、はじめバージニア州のアレクサンドリアに住み、美術学校を開いた。その後まもなく、ジョージタウンに移り、ジョージ・ワシントンの肖像画やワシントンの戦闘場面を描いた作品も残されている。1805年までに、ヘイガーズタウンに移りペンシルベニア州チェンバーズバーグに移った。1810年にはバージニア州ウィンチェスターの新聞に広告が掲載された。2年後、現在のウェストバージニア州で美術教師をし、絵を描いた。最後の広告は1816年にヘイガーズタウンに現れた。このころには加齢とアルコールへの依存症で絵を描く技術は衰えていったとされる。
晩年のケンメルマイヤーに関する記録はほとんどない。ケンメルマイヤーのものと明確に特定される肖像画は11点ほどである。

## 作品

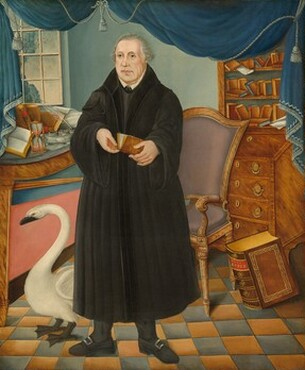
マルティン・ルター(c.1800) ナショナル・ギャラリー (ワシントン)
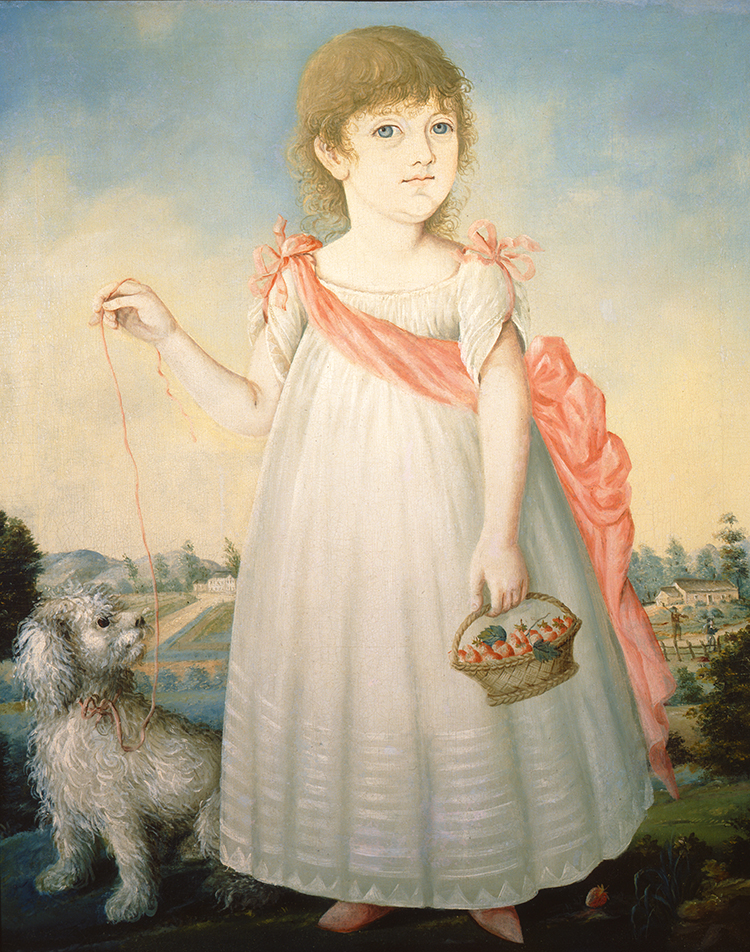
Charlotte Marsteller (c.1803) Corcoran Gallery of Art
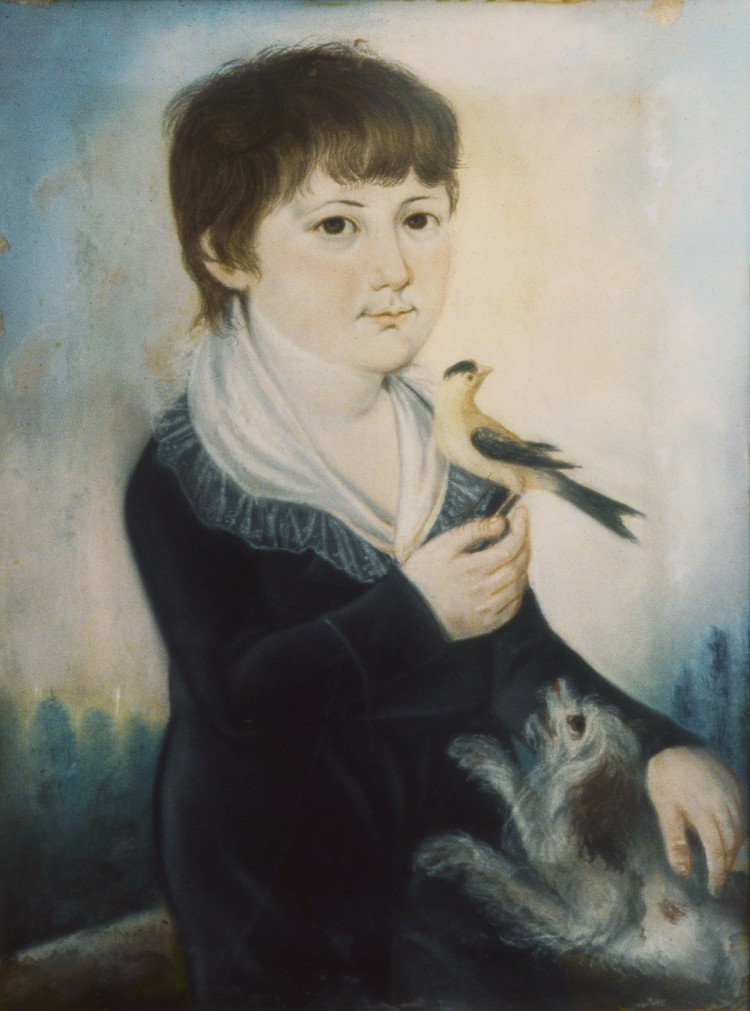
後に州の議員になるJames McSherry Coale (1811)
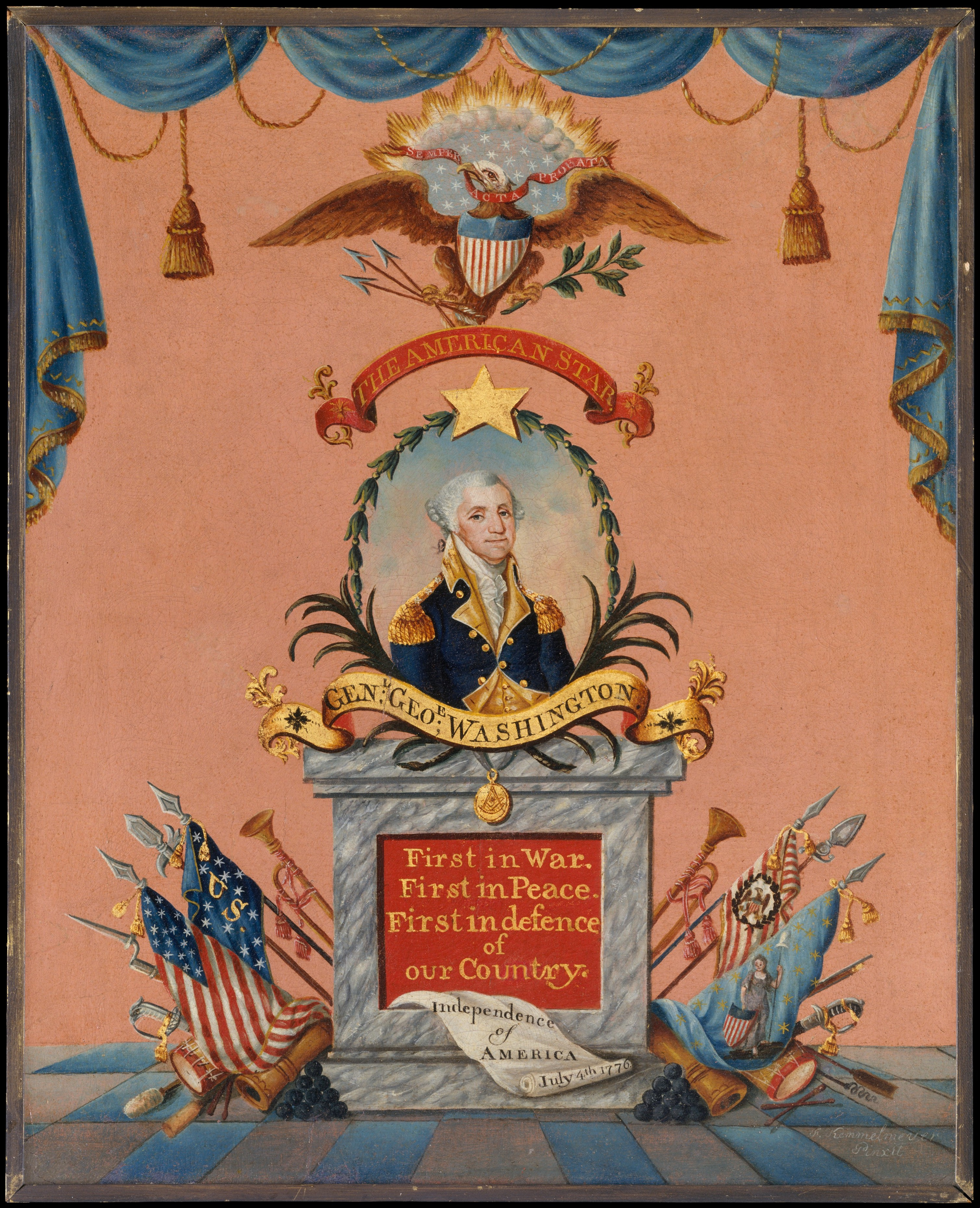
アメリカン・スター（ワシントン）

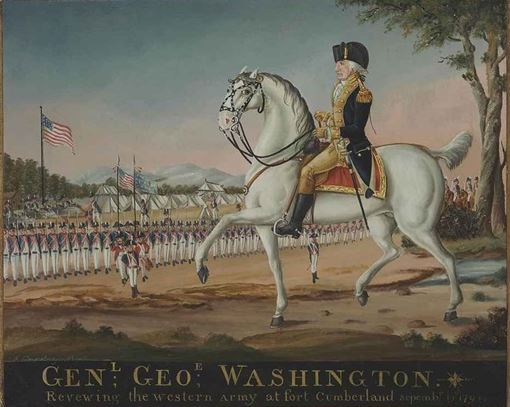
砦を視察するワシントン将軍(c.1800)
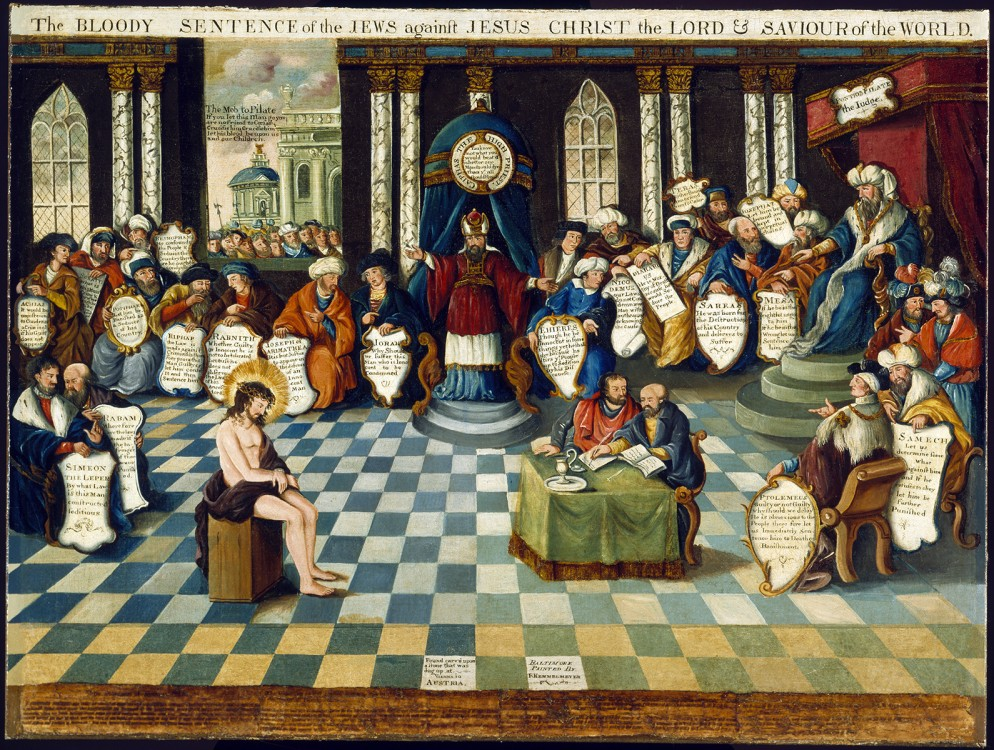
世界の救世主イエス・キリストに対するユダヤ人の血なまぐさい判決 Museum of Early Southern Decorative Arts
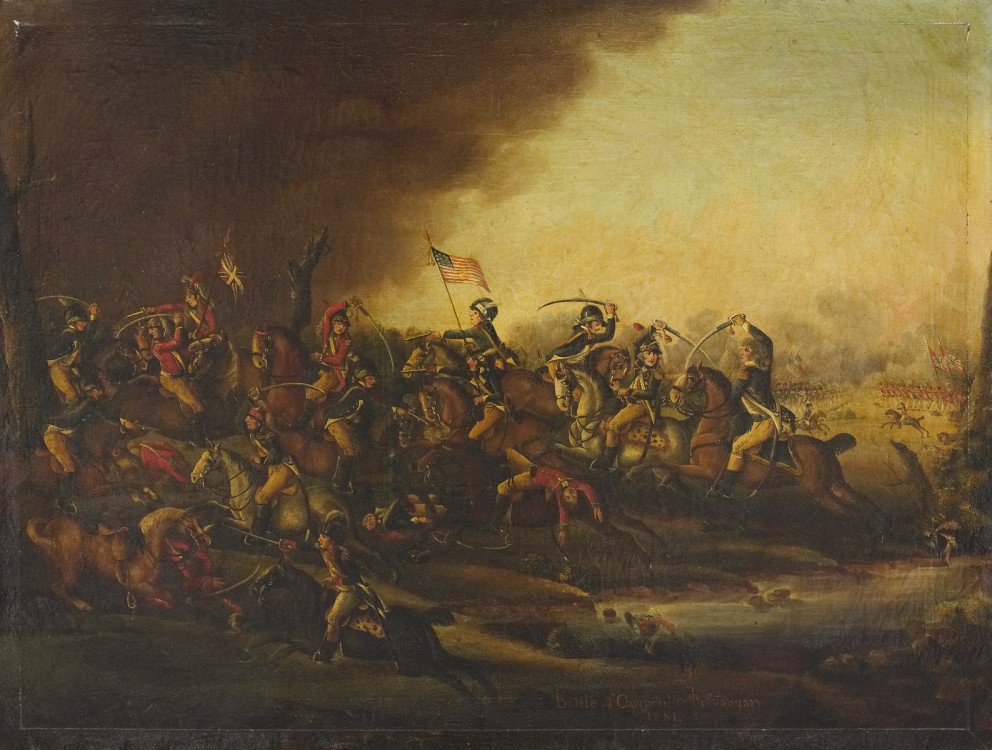
1781年のカウペンスの戦い(1809) Yale University Art Gallery